# ماهر الطويل
ماهر الطويل مواليد 2 يناير 1982 في دمشق، هو لاعب كرة قدم سوري يلعب مع نادي الوحدة كمدافع.

## المسيرة الاحترافية

### أندية لعب لها
- نادي الوحدة (سوريا)